# روزي سكوت
روزي سكوت (بالإنجليزية: Rosie Scott)‏‏ (22 مارس 1948 في ويلينغتون - 4 مايو 2017 في الجبال الزرقاء) روائية من نيوزيلندا.